# Bektášíja
Bektášíja (albánsky Bektashizma nebo Bektashizmi, turecky Bektaşîlik) je náboženský směr v rámci islámu, původně vlivný súfistický řád (taríka) v Osmanské říši. Jeho zakladatelem byl Hadži Bektáš Veli, islámský učenec, mystik, filosof a světec z Chorásánu, který žil ve 13. století v Anatolii, od jehož náboženského jména je odvozen název řádu Bektášija.

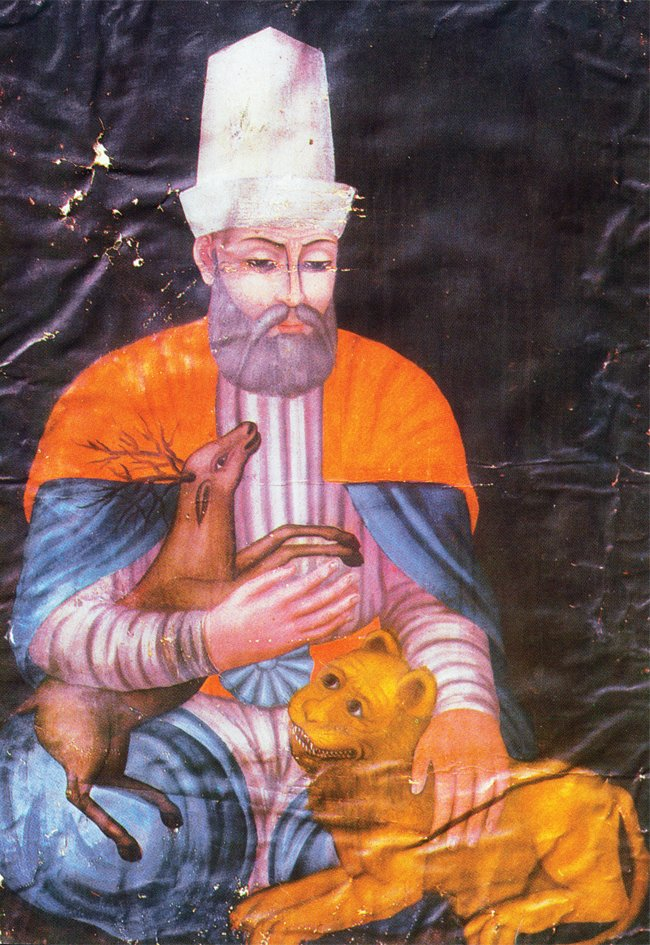
Hadži Bektáš Veli na vyobrazení z 15. století, muzeum v Nevşehiru

Bektášíja zčásti zachovává některé předislámské zvyky, naopak nedodržuje některé muslimské rituály (ani modlitbu), převzala prvky křesťanství a šíitismu. Mohameda a Alího klade na stejnou úroveň s Alláhem. Zdůrazňuje úlohu duchovního učitele. Sunnitská ortodoxie považuje bektášíju za nemorální a heretickou.[zdroj?]

Vlajka bektášíjského řádu (užíváná ve světovém centru)

Jednoduchá organizace a tolerance bektášíje k nemuslimům přispěla ke konverzi části křesťanského obyvatelstva v rámci Osmanské říše.
Po likvidaci janičářů v roce 1826 byli krutě pronásledováni i bektašové. V Turecku bektášíja oficiálně zanikla v roce 1925 (zrušení súfistických řádů), centrum bektášíje se následně přesunulo do Albánie (kde byli během komunistické vlády bektašové pronásledováni), později do Egypta. Dnes má mnoho stoupenců v Turecku, Albánii a mezi albánskými emigranty v USA.